# Єва Бартонова
Ева Бартонова (чеськ. Eva Bartoňová; нар. 17 жовтня 1993, Їлемниці, Чехія) — чеська футболістка, захисниця та півзахисниця празької «Спарти» та національної збірної Чехії.

## Клубна кар'єра
Народилася в 1993 році в Їлемниці на півночі центральної Чехії, виросла в молодіжних секторах «Студенець» та «Градець» (Кралове).
У 2007 році, у віці 14 років, приєдналася до празької «Спарти», а в 2008 році визнана найкращим талантом чеського жіночого футболу. 30 вересня 2009 року дебютувала в жіночій Лізі чемпіонів, вийшовши на 79-й хвилині в програному (0:1) виїзному поєдинку 1/8 фіналу проти казахського «Алма-КТЖ». Першим голом у єврокубках відзначилася 9 жовтня 2013 року на 44-й хвилині (встановила рахунок 1:1) програного (1:2) виїзного поєдинку 1/8 фіналу проти «Цюриха». Зі Спартою виграла 6 чемпіонатів та 7 національних кубків.
У 2016 році вона перейшла до іншого столичного клубу, Славії, у футболці якого в жіночій Лізі чемпіонів дебютувала 5 жовтня, в нічийному (1:1) виїзному поєдинку 1/8 фіналу проти «Аполлона» (Лімассол). Зі «Славією» виграв чемпіонат у 2017 році.
Влітку 2019 року вперше переїхала за кордон, підписавши контракт з клубом італійської Серії А «Інтер» (Мілан).

## Кар'єра в збірній
Дебютувала дівочій збірній Чехії 2008 року (у віці 15 років), з якою грав у кваліфікаційних матчах чемпіонату Європи 2009 та 2010 років. У 2009 році провів 12 матчів та відзначилася 13-ма голами.
У 2010 році дебютувала за жіночу молодіжну збірну Чехії (WU-19), виступала у кваліфікації молодіжного чемпіонату Європи (WU-19) в Італії 2011 року та в Туреччині 2012 року. У 2012 році провела 15 матчів та відзначився 8-ма голами.
26 листопада 2010 року дебютувала в складі національної збірної Чехії, вийшовши у стартовому складі в виїзному товариському матчі з Угорщиною (4:3) у Дьєрі.
Першим голом за національну команду відзначилася 12 липня 2015 року на 38-й хвилині (встановила рахункок 3:3) в програному в серії післяматчевих пенальті (3:4) матчі кванджуйської Універсіади проти господарів з Південної Кореї.
У грудні 2012 року провела 2 поєдинки за футзальну збірну Чехії.

## Статистика виступів

### Клубна
Станом на 14 лютого 2021.
| Сезон             | Команда           | Чемпіонат         | Чемпіонат | Чемпіонат | Нац. кубок | Нац. кубок | Нац. кубок | Конт. кубок | Конт. кубок | Конт. кубок | Інші кубки | Інші кубки | Інші кубки | Загалом | Загалом |
| Сезон             | Команда           | Змаг.             | Матчі     | Голи      | Змаг.      | Матчі      | Голи       | Змаг.       | Матчі       | Голи        | Змаг.      | Матчі      | Голи       | Матчі   | Голи    |
| ----------------- | ----------------- | ----------------- | --------- | --------- | ---------- | ---------- | ---------- | ----------- | ----------- | ----------- | ---------- | ---------- | ---------- | ------- | ------- |
| 2019-2020         | «Інтер» (Мілан)   | A                 | 6         | 1         | КІ         | 1          | 0          | -           | -           | -           | -          | -          | -          | 7       | 1       |
| 2020-2021         | «Інтер» (Мілан)   | A                 | 12        | 1         | КІ         | 3          | 1          | -           | -           | -           | -          | -          | -          | 15      | 2       |
| Усього за кар'єру | Усього за кар'єру | Усього за кар'єру | 18        | 2         | -          | 4          | 1          | -           | -           | -           | -          | -          | -          | 22      | 3       |

## Досягнення

### Клубні
«Спарта» (Прага)
- Чемпіонат Чехії
  -  Чемпіон (6): 2007/08, 2008/09, 2009/10, 2010/11, 2011/12, 2012/13

- Кубок Чехії
  -  Володар (7): 2007/08, 2008/09, 2009/10, 2010/11, 2011/12, 2012/13, 2014/15

«Славія» (Прага)
- Чемпіонат Чехії
  -  Чемпіон (1): 2016/17

### Індивідуальні
- Талант року в Чехії (1): 2008